# Кичи-Бюлелю
Кичи-Бюлелю (кирг. Кичи-Бүлөлү) — село в Алайском районе Ошской области Кыргызстана. Входит в состав Бюлелинского айылного аймака.

## География
Село расположено в южной части области, в высокогорной зоне, на берегах реки Кичи-Бюлелю (бассейн реки Куршаб), на расстоянии приблизительно 18 километров (по прямой) к юго-востоку от села Гульча, административного центра района. Абсолютная высота — 2132 метра над уровнем моря.

## Население
Согласно оценочным данным Национального статистического комитета Кыргызской Республики, численность населения села на начало 2023 года составляла 923 человека.
| год     | 2009 | 2014 | 2015 | 2020 | 2021 | 2023 |
| ------- | ---- | ---- | ---- | ---- | ---- | ---- |
| человек | 589  | 855  | 830  | 939  | 920  | 923  |